# San Cristovo de Cea
San Cristovo de Cea – gmina w Hiszpanii, w prowincji Ourense, w Galicji, o powierzchni 94,44 km². W 2011 roku gmina liczyła 2560 mieszkańców.